# Château d'Ivaniv
Le château d'Ivaniv (en ukrainien : Іванівський замок, Janow en polonais) est un édifice situé à Ivaniv, aujourd'hui en Ukraine. 

## Historique
En 1410, le ruthène Adam Mychka a commencé la construction d'un grand château défensif à Yanov et c'est en 1452 que le roi Casimir IV Jagellon donnait le comté à Peter Michka, la famille portait alors le nom de Kholonevski.
Le palais était entouré d'un parc à l'anglaise et environné par un vaste domaine agricole.
Il abritait d'importantes collections de livres que le pouvoir soviétique confisquât pour l'envoyer à Podoli-Khodilski. Le palais actuel comprend trois tours carrées et la partie baroque qui a été restauré au XVIIIe siècle par le comte Adam Kholonevskyi.

## En images

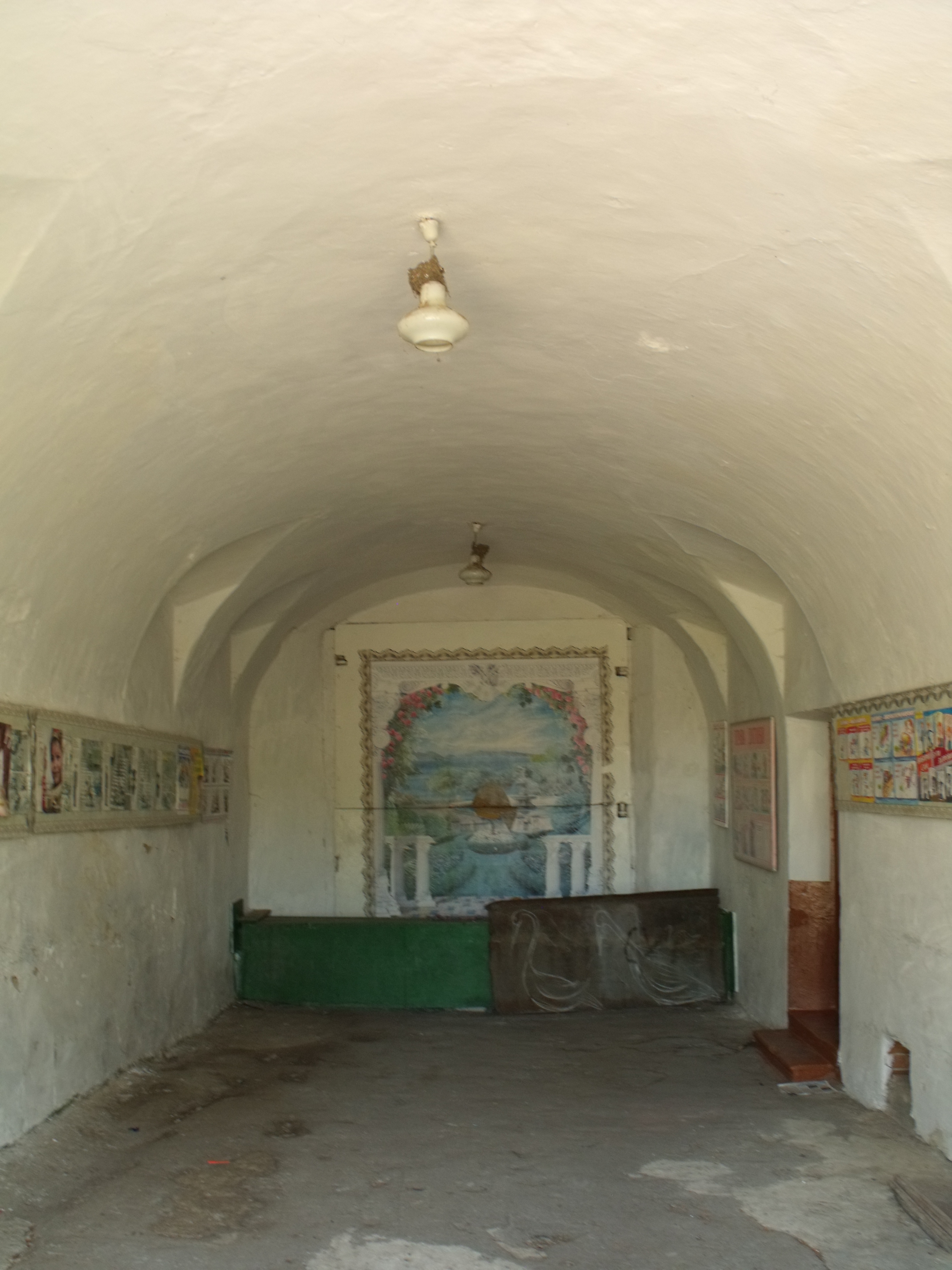
L'intérieur,
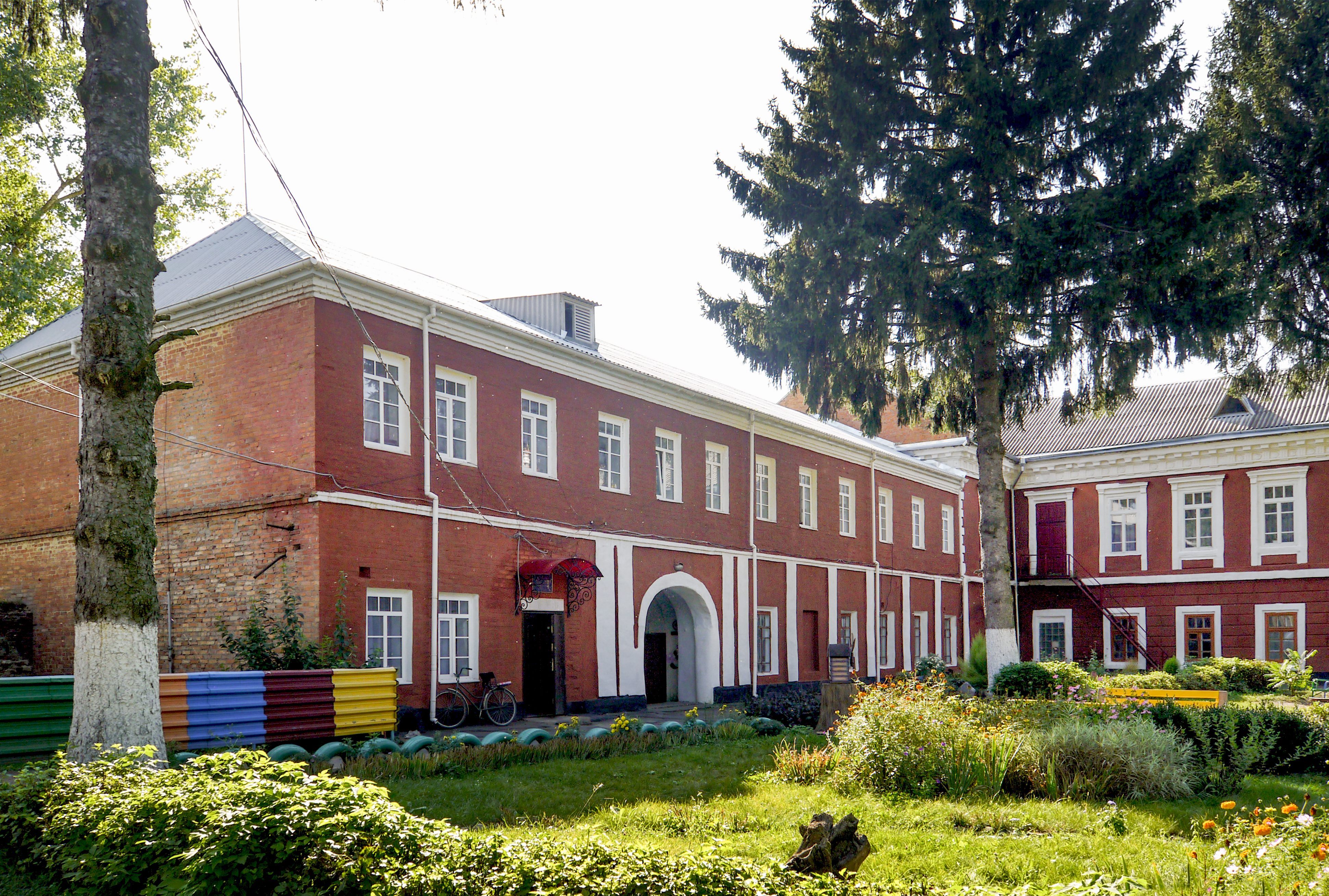
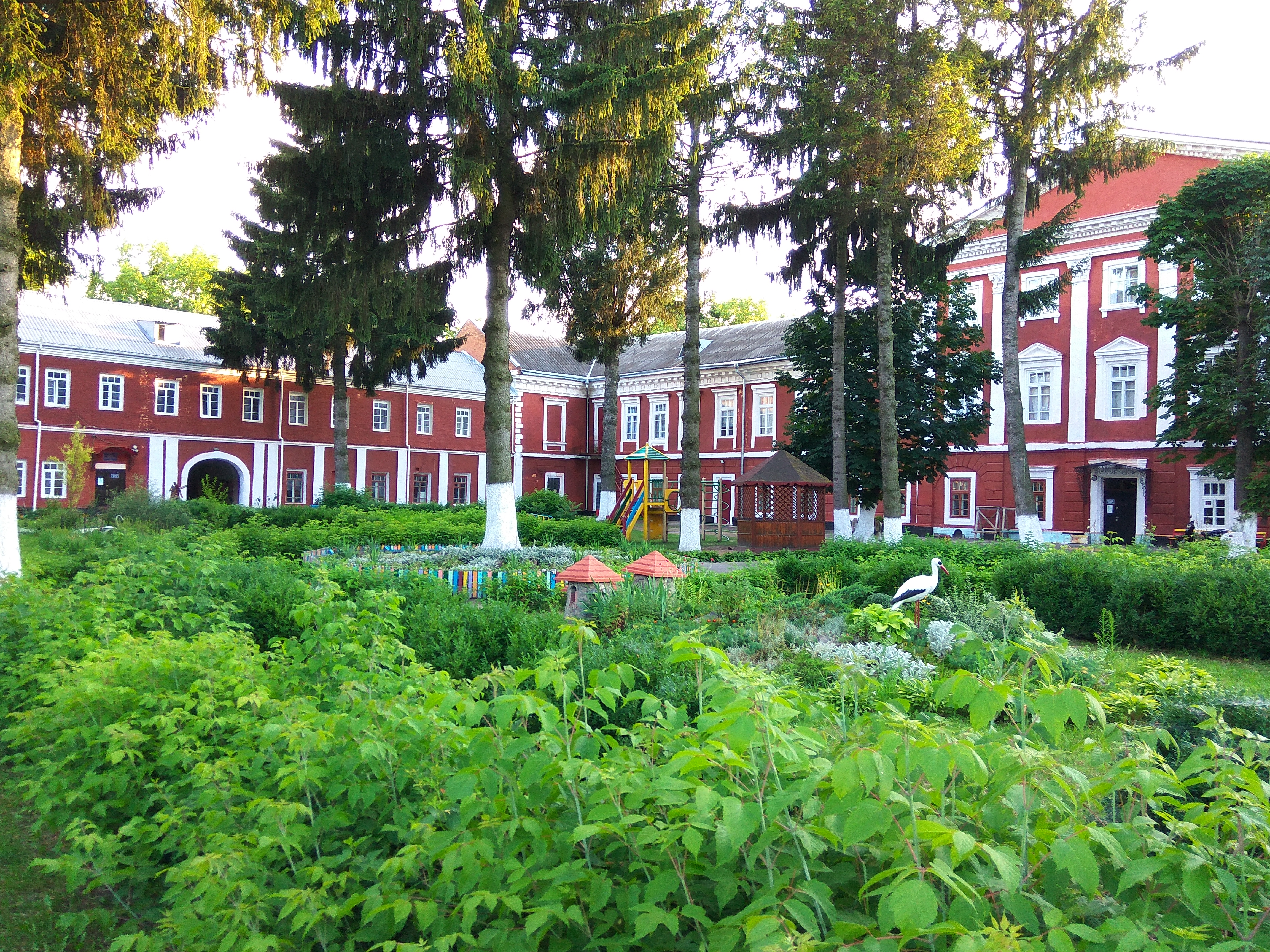
jardin,
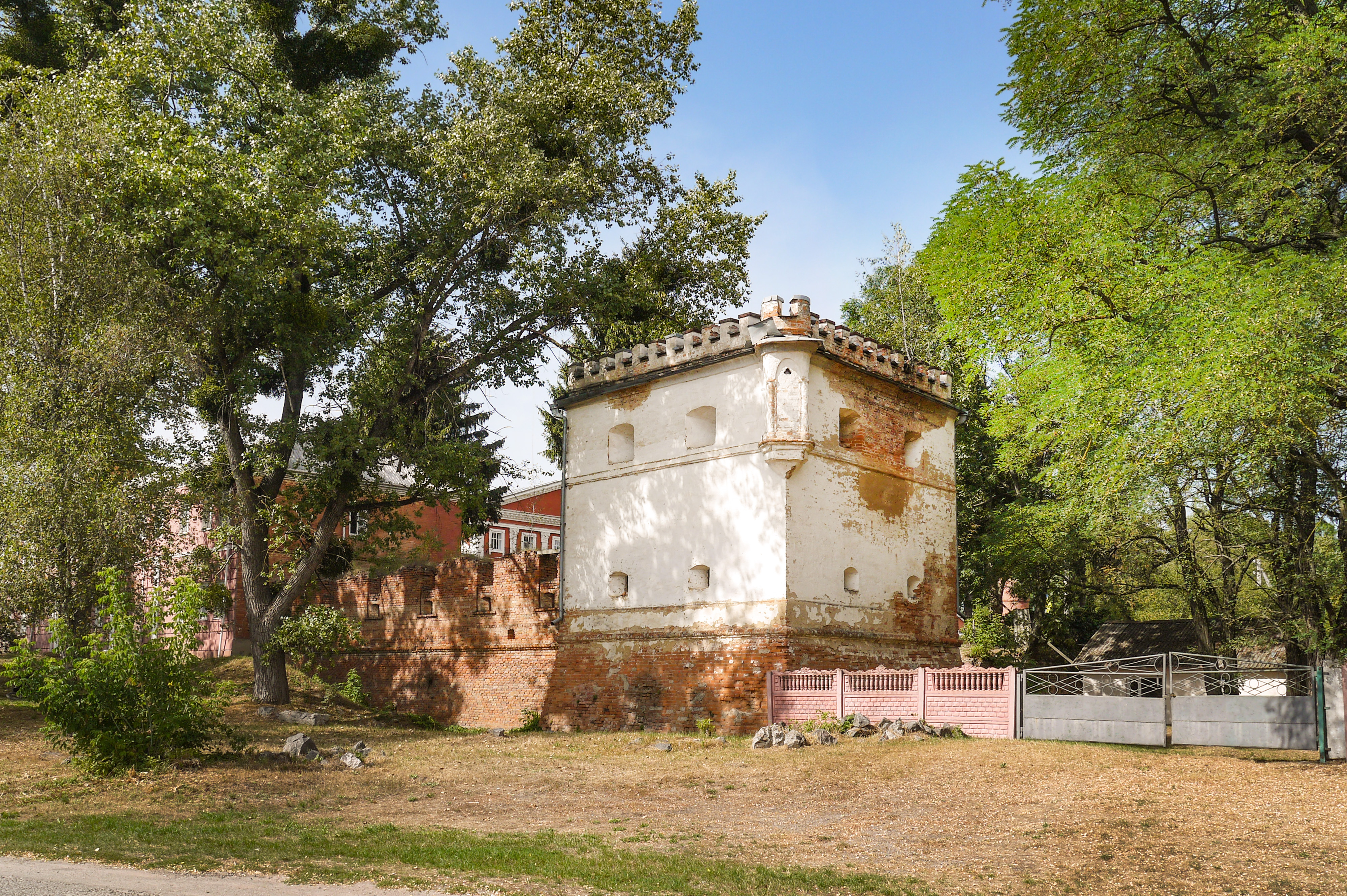
tour carré.

C'est en ce lieu que naquit le poète Étienne Witwicki.